# Błażej Iwanowski
Błażej Iwanowski (ur. 2 lutego 1889 w Jabłonnie k. Warszawy, zm. 22 listopada 1966 w Warszawie) – polski malarz.

## Życiorys
Urodził się 2 lutego 1889 w Jabłonnie, w rodzinie Franciszka i Franciszki z Baltasiuków. Pierwsze lekcje rysunku i malarstwa pobierał u Feliksa Rolińskiego, Władymira Dymitrowa i Bronisława Kowalewskiego. W 1907 rozpoczął trzyletnią naukę w Szkole Rysunkowej, gdzie jego wykładowcami byli m.in. Jan Kauzik i Mieczysław Kotarbiński. Od 1910 do 1912 był uczniem w warszawskiej Szkole Sztuk Pięknych pod kierunkiem Stanisława Lentza. W 1920 ochotniczo służył w Wojsku Polskim.

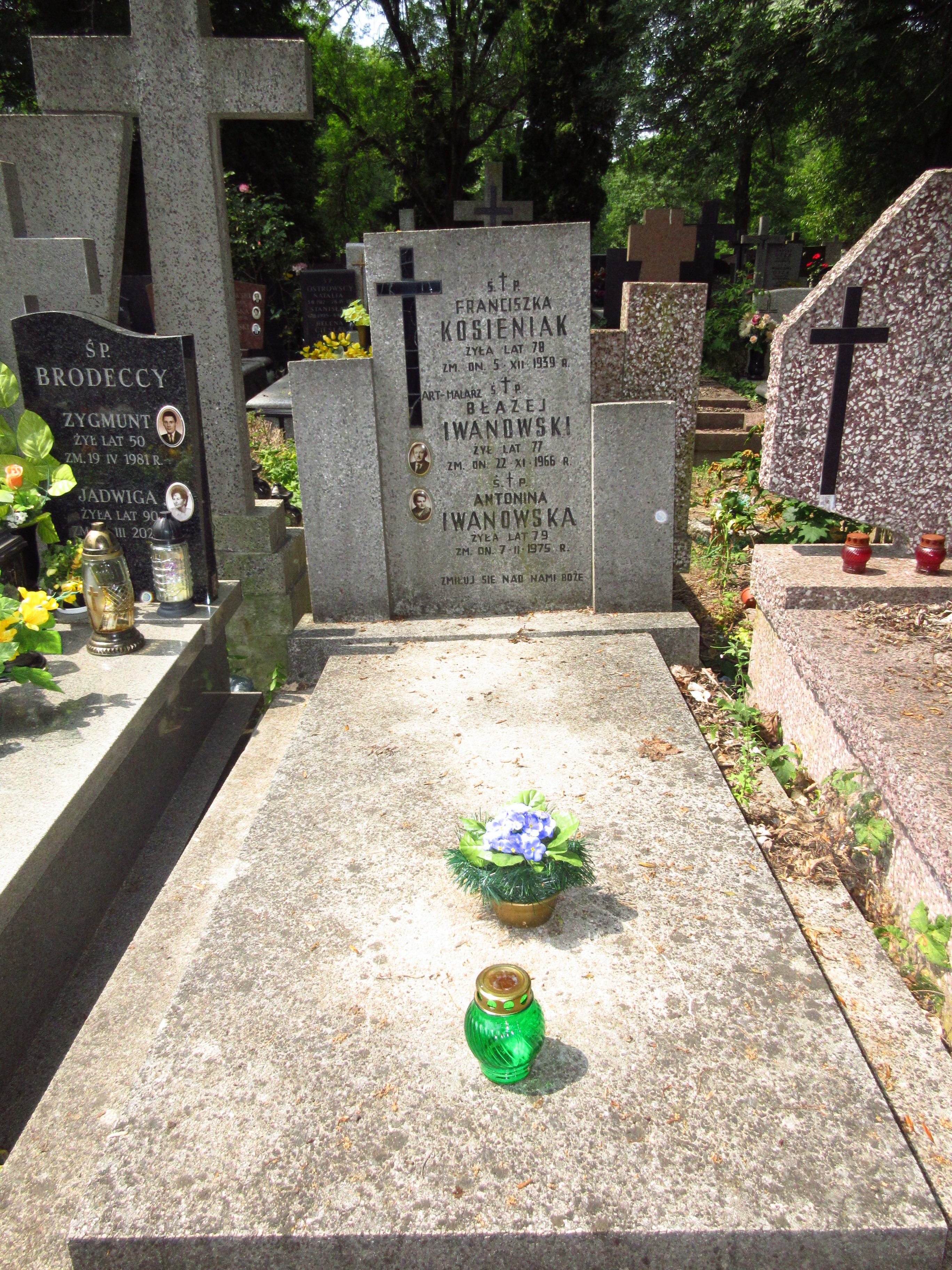
Grób Błażeja Iwanowskiego na Cmentarzu Bródnowskim.

Błażej Iwanowski był członkiem Grupy „Zachęta”, związku artystów „Zespół”, Związku „Niezależni” i Warszawskiego Towarzystwa Artystycznego, od 1921 uczestniczył w wystawach zbiorowych organizowanych przez warszawskie Towarzystwo Zachęty Sztuk Pięknych, w 1927 otrzymał Zaszczytne Wyróżnienie. Wystawiał również z krakowskim Towarzystwem Przyjaciół Sztuk Pięknych, a także w Poznaniu, a po 1945 również w Sopocie.
Tworzył martwe natury, a także obrazy przedstawiające wnętrza m.in. Zamku Królewskiego w Warszawie, Zamku na Wawelu i Zamku w Malborku. Rzadziej tworzył portrety i sceny rodzajowe.
Od 1914 był mężem Aureli Kosianiak.
Zmarł 22 listopada 1966. Pochowany na cmentarzu Bródnowskim w Warszawie (kwatera 110P-3-7).